# Seize The Day
「Seize The Day」（シーズ・ザ・デイ）は、日本の女性シンガー、亜咲花の9枚目のシングルである。2021年1月27日にMAGES.より発売された。

## 概要
表題曲「Seize The Day」は、テレビアニメ『ゆるキャン△』第1期のオープニングテーマ「SHINY DAYS」、ショートアニメ『へやキャン△』の主題歌「The Sunshower」に続いて、『ゆるキャン△ SEASON2』のオープニングテーマとして起用された。作詞・作曲は「SHINY DAYS」の作詞をした永塚健登、編曲は『ゆるキャン△』シリーズの劇伴を制作している立山秋航が担当。カップリング曲は亜咲花の作詞による「NO MORE PEAKY MODE」と「Party Fever Night!!」の2曲。
販売形態はDVD付盤（USSW-0284）とアニメ盤（USSW-0285）の2つの仕様がある。DVD付盤は亜咲花撮り下ろしジャケット仕様に加え、DVDの特典映像として「Seize The Day」のミュージックビデオおよびメイキング映像が収録されている。アニメ盤ではアニメのキャラクター、各務原なでしこ（CV:花守ゆみり）と土岐綾乃（CV:黒沢ともよ）によるオリジナルミニドラマ「年越し」が収録されているほか、各務原なでしこ、大垣千明、犬山あおいの描き下ろしイラストのジャケットが付随している。
表題曲のタイトルは「今を楽しむ」あるいは「今を生きる」などの意味。アニメ第2期のストーリーに合わせて「新たに踏み出す一歩」や「未来に向かう思い」をテーマとしている。
ミュージックビデオでは初のソシアルダンスに挑戦。映像は映画『ローマの休日』からインスピレーションを得ており、冒頭部分で「SHINY DAYS」のミュージックビデオの衣装を使うことで、「SHINY DAYS」との連続性と3年を経た成長を表現している。
2021年8月11日に発売されたセカンドアルバム『Pontoon』に初収録された。

### カップリング曲
「NO MORE PEAKY MODE」（ノー・モア・ピーキー・モード）は亜咲花の「クヨクヨせずに、切り替えて前向きにいこう」というメッセージが込められている。「Party Fever Night!!」（パーティ・フィーバー・ナイト）はいわゆるお祭りソングとなっている。

## 収録曲

### DVD付盤
| #         | タイトル                                                       | 作詞      | 作曲      | 編曲      | 時間  |
| --------- | -------------------------------------------------------------- | --------- | --------- | --------- | ----- |
| 1.        | 「Seize The Day」(テレビアニメ『ゆるキャン△ SEASON2』OPテーマ) | 永塚健登  | 永塚健登  | 立山秋航  | 4:04  |
| 2.        | 「NO MORE PEAKY MODE」                                         | 亜咲花    | Yocke     | Yocke     | 3:57  |
| 3.        | 「Party Fever Night!!」                                        | 亜咲花    | 永塚健登  | 永塚健登  | 4:17  |
| 4.        | 「Seize The Day」(off vocal)                                   |           |           |           | 4:04  |
| 5.        | 「NO MORE PEAKY MODE」(off vocal)                              |           |           |           | 3:57  |
| 6.        | 「Party Fever Night!!」(off vocal)                             |           |           |           | 4:17  |
| 合計時間: | 合計時間:                                                      | 合計時間: | 合計時間: | 合計時間: | 24:36 |

| #  | タイトル                                | 作詞 | 作曲・編曲 |
| -- | --------------------------------------- | ---- | ---------- |
| 1. | 「Seize The Day」(ミュージック・ビデオ) |      |            |
| 2. | 「Seize The Day」(メイキング映像)       |      |            |

### アニメ盤
| #         | タイトル                                                | 作詞  | 作曲・編曲 | 時間 |
| --------- | ------------------------------------------------------- | ----- | ---------- | ---- |
| 1.        | 「Seize The Day」                                       |       |            | 4:02 |
| 2.        | 「年越し」(『ゆるキャン△ SEASON2』オリジナルミニドラマ) |       |            | 4:50 |
| 3.        | 「NO MORE PEAKY MODE」                                  |       |            | 3:57 |
| 4.        | 「Party Fever Night!!」                                 |       |            | 4:17 |
| 5.        | 「Seize The Day」(off vocal)                            |       |            | 4:04 |
| 6.        | 「NO MORE PEAKY MODE」(off vocal)                       |       |            | 3:57 |
| 7.        | 「Party Fever Night!!」(off vocal)                      |       |            | 4:17 |
| 合計時間: | 合計時間:                                               | 29:24 |            |      |

## 収録アルバム
| 曲名          | アルバム    | 発売日        | 備考               |
| ------------- | ----------- | ------------- | ------------------ |
| Seize The Day | 『Pontoon』 | 2021年8月11日 | スタジオ・アルバム |